# Mahwash
Ustad Farida Mahwash (Persa: استاد فریده مهوش ; 1947) és una cantant afganesa i veu de l'Afganistan. Va ser la primera dona (a partir del 2013) a rebre el títol honorífic d'Ustad (que significa Mestra o Mestra en Dari) el 1977. Actualment viu a Fremont, Califòrnia, EUA; i recorre el món amb el seu darrer conjunt estrella Voices of Afghanistan.

## Biografia

### Estil
Ustad Farida Mahwash és la veu de l'Afganistan i un dels cantants més estimats de tota la regió d'Àsia Central. La seva veu robusta i lluminosa amb el seu subtil domini de l'ornamentació ha enlluernat el públic de tot el món, ja que comparteix la rica herència musical del seu país a través d'actuacions i enregistraments.

### Primers anys
Farida Gulali Ayubi va néixer a una família afganesa conservadora. La seva mare era una professora d'Alcorà, que recitava amb una bella veu, una inspiració primerenca per a la jove. La religió es va alçar a la família i durant molts anys, el seu interès per la música es va suprimir. En acabar els seus estudis, Farida va ser contractada per cantar a Kabul Radio. El director de l'emissora, Ustad Khayal, la va animar a dedicar-se al cant com a carrera. Va ser Ustad Khayal qui va donar a Farida el seu nom artístic perdurable, Mahwash, que significa com la lluna.

### Primera carrera musical
Mahwash va prendre lliçons de música i cant sota la tutela d’Ustad Mohammad Hashem Cheshti. Un mestre establert, Chishti va llançar ràpidament el seu protegit a un règim d'entrenament rigorós. La majoria de les seves lliçons, que es basen en la música clàssica del nord de l'Índia, encara s'utilitzen avui dia per formar cantants afganesos. Mahwash va estudiar amb el reconegut cantant afganès Ustad Hussain Khan Sarahang, que la va guiar a través del seu ascens meteòric com a estrella de la ràdio. Un altre mestre compositor, Ustad Shahwali, va crear moltes cançons perquè les cantés a la ràdio. Un dels més coneguts va ser Ustad Shahwali, que reuneix mitja dotzena de cançons regionals en un cicle de cançons modernes ampli. Quan Mahwash va aprendre aquesta complexa peça i la va gravar en un sol dia, se li va donar el títol d'Ustad —o mestra el 1977—, un moviment controvertit ja que, fins aleshores, aquest era un honor reservat només als homes. Després de l'agitació política de finals dels anys setanta i vuitanta, Ustad Mahwash es va veure obligat a abandonar l'Afganistan.

### En moviment
El 1991, ella i la seva família es van traslladar al Pakistan, on es va refugiar de dues faccions en guerra, cadascuna de les quals volia que cantés per la seva causa o s'enfrontés a l'assassinat. Desgastada i esgotada, va sol·licitar asil a l'estranger i, finalment, la seva situació va ser reconeguda per l'Alt Comissionat de les Nacions Unides per als Refugiats ] (ACNUR). A Mahwash se li va concedir asil polític als Estats Units l'octubre de 1991.
El 2001, Mahwash es va reunir amb altres músics exiliats per formar i dirigir el conjunt Kabul. Aquest grup va actuar en algunes de les sales de concerts més prestigioses d'Europa i va revelar a un públic sofisticat un món fins ara desconegut de música d'una bellesa única. El 2003, Mahwash i el Kabul Ensemble van gravar l'àlbum aclamat per la crítica titulat Radio Kaboul (Accords Croisés). Aquesta rica col·lecció ret homenatge als compositors i músics desapareguts o exiliats de l'època daurada de la ràdio afganesa. Més tard aquell mateix any, Mahwash va rebre un prestigiós premi BBC Radio 3 World Music Award tant per la seva excel·lència artística com pel seu treball parlant en nom de milers de nens afganesos orfes. El 2007, Mahwash va seguir amb un enregistrament de poemes d'amor seculars i sagrats, Ghazals Afghans (Accords Croises/ Harmonia Mundi), en què, assenyala Martina Catella, «La llegendària reina de l'ornamentació mostra un arc de Sant Martí dels tons i colors més refinats per expressar sentiments d'amor».
Mahwash ha construït la seva carrera davant dues guerres i sota un estat d'aïllament forçat de la seva terra natal. Tot i que va haver d'abandonar l'Afganistan, mai ha perdut el seu profund amor pel país i la seva gent.

### Veus de l'Afganistan
El 2012 Mahwash es va convertir en membre del grup Voices of Afghanistan, un conjunt afganès amb Mahwash a la veu, el mestre de rubab Homayoun Sakhi i The Sakhi Ensemble. També hi havia altres músics i cantants afganesos i mestres afganesos i d'Uzbekistan (Abbos Kosimov). Aquesta col·laboració va debutar el juny de 2012 sota la direcció del productor musical i compositor Dawn Elder, que va crear aquest grup amb Mawash i Homayoun.
Una de les seves actuacions més importants va ser davant de 27.000 fans nord-americans al Carrier Dome per a l'esdeveniment One World Concert. El 2012, Mahwash, Homayoun Sakhi i el grup van començar a gravar un nou àlbum amb el productor de música mundial Dawn Elder i Sam Nappi als World Harmony Studios. Després d'un any d'elaboració, ara estan preparant el llançament. En aquest enregistrament, Ustad Mahwash, Homayoun Sakhi i el grup s'uneixen a nombrosos músics i cantants famosos, inclosa la cantant guanyadora d'un Grammy Angelique Kidjo. L'àlbum es publicarà a World Harmony Studios/DE Music Records es titula Love Songs for Humanity. El llançament oficial és el 3 de setembre de 2013 en línia i a les botigues el 27 de setembre de 2013.

## Discografia
Artista col·laboradora
- The Rough Guide to the Music of Afghanistan (2010, World Music Network)

- Cançons d'amor per a la humanitat (2013, DE Music)

## Premis
- Premi Janis Joplin.

- Premi Veu d'Or.

- World Music Award el 2003, de la BBC, Guanyador en la categoria Àsia, dins del Kaboul Ensemble[5]